# The Black Mirror 2
Чёрное зеркало 2 (англ. The Black Mirror 2) — компьютерная игра жанра квест, продолжение игры Чёрное зеркало 2003 года. Игра была создана немецкой компанией Cranberry Production и выпущена dtp entertainment 25 сентября 2009 года. Локализация на русский язык была осуществлена «Lazy Games» и выпущена «Новым Диском» 25 марта 2010 года.

## Сюжет
Игра начинается с пролога в 1969 году графстве Суффолк. Сэм Гордон (главный герой предыдущей части) бежит поздно ночью через лес к его поместью Блэк-Миррор, спасаясь от чего-то незримого. В самом поместье его ищет его жена Кэтрин. В какой-то момент Сэм появляется позади неё. Кэтрин допытывается, что с ним происходит, потому что в последнее время он без объяснений стал куда-то уходить по ночам из поместья, но тут замечает, что её муж находится в трансе, и кричит, требуя у чего-то «оставить Сэма». В ответ Сэм толкает её и она задевает стол, на котором стоит керосиновая лампа, которая падает на пол и начинается пожар. Сэм приходит в себя за пределами дома и в ужасе видит, что Кэтрин отрезана от выхода огнём.
Далее действие переносится в 1993 год в штат Мэн. 24-летний студент из Бостона Даррен Майклз приезжает на каникулы в Биддефорд к своей матери Ребекке. О своей жизни Даррен знает только одно: он родился в Великобритании, но когда ему было два года, то он с родителями, со слов Ребекки, попал в автокатастрофу, в которой совершенно не пострадал, но погиб его отец, а мать получила сильную травму позвоночника, из-за чего теперь вынуждена носить корсет. После этого она переехала с сыном в США и все эти годы они жили на деньги от компенсации, которую ей выплачивал виновник аварии. О своей прежней жизни в Англии Ребекка только коротко рассказывала сыну, что работала кухаркой в большом старинном особняке. Чтобы он не сидел без дела Ребекка пристраивает сына помощником в местное фотоателье к местному фотографу Фуллеру — деспотичному и скользкому типу. 
В фотоателье приходит молодая красивая туристка-англичанка Анжелина Морган, которая просит сделать её фотопортрет. Её берёт на себя Фуллер, а Даррена отправляет по делам. Позже Даррен узнаёт, что его мать не отвечает на телефонные звонки, и несётся домой, где находит Ребекку в коме. Пока её госпитализируют Даррен роется в её бумагах, чтобы найти необходимые документы, и случайно находит странное письмо от некоего К., который и выплачивал его матери компенсацию. Согласно письму, после того как Даррен уехал учиться в колледж, Ребекка попросила К. сократить сумму компенсации, но тот отказался. Заглянув в соответствующие документы Даррен с удивлением узнаёт, что все эти 22 года Ребекка ежемесячно получала денежный перевод в размере больше тысячи долларов и все переводы приходили из банка английской деревушки Уиллоу-Крик. Заглянув в путеводитель Даррен узнаёт, что Уиллоу-Крик рекламируют как деревню ужасов: её главными достопримечательностями являются старинное поместье Блэк-Миррор и музей, посвящённый жителю поместья, серийному убийце Сэмюэлю Гордону, который в 1981 году спятил и убил пятерых человек, после чего покончил с собой.
В больнице на какое-то мгновение Ребекка приходит в себя и успевает сказать Даррену, чтобы тот «не переходил через зеркало». Её лечащий врач сообщает Даррену, что шрамы на теле Ребекки не характерны для автокатастрофы, они больше свидетельствуют о падении с большой высоты. Даррен узнаёт, что Ребекка звонила в фотоателье Фуллера, когда теряла сознание, и пыталась сказать что-то про «чёрное зеркало», но Фуллер не стал её слушать. В гневе Даррен высказывает Фуллеру всё, что думает о нём, после чего Фуллер увольняет его. В отместку Даррен выкрадывает из фотоателье фотоплёнки со снимками Анжелины и сам проявляет их, чтобы отдать девушке, потому что чувствует, что влюбился в неё. Одновременно ему часто попадается на глаза странный мужчина с английским акцентом, который то следит за Анжелиной, то расспрашивает про Даррена и Ребекку. Даррен приходит к Анжелине в гостиницу и они проводят вместе остаток дня. Вечером, ужиная в забегаловке, Даррен показывает Анжелине старинную шкатулку с замком-головоломкой, которую он нашёл в вещах матери. Анжелина вскрывает её, но в ней обнаруживается лишь фотография Ребекки с неким мужчиной на фоне ворот Блэк-Миррор. Даррен замечает, что фотография сделана в октябре 1969 года, но Ребекка выглядит худой, хотя на тот момент она должна была быть на пятом месяце беременности. 
На следующий день Даррен узнаёт, что Фуллер убит и в убийстве подозревают Анжелину — кто-то анонимно позвонил в полицию и попросил приехать в фотоателье, где полиция застала шокированную Анжелину рядом с трупом Фуллера, но Анжелина в свою очередь заявляет, что ей аналогично поступил анонимный звонок и некто попросил её приехать в фотоателье. Даррен уверен, что она невиновна, и убийцей на самом деле является тот самый преследователь, который её подставил. Он начинает собственное расследование, в процессе которого в какой-то момент выясняет, что преследователь называет себя Реджинальдом Боррисом, частным сыщиком из Англии, и что у Фуллера в фотоателье есть секретная комната, в которой он снимал развратные фотосессии с местными женщинами, для чего накачивал их наркотиками, чтобы они не сопротивлялись, а после шантажировал их. Ему удаётся проникнуть на яхту, на которой обитает Реджинальд, и обнаруживает, что тот постоянно следил за ним и Анжелиной. Он находит фотографии, доказывающие невиновность Анжелины (её вызвал Фуллер, но самого его убил муж местной жительницы, которую он шантажировал, что произошло перед приходом Анжелины, а в полицию позвонил уже Реджинальд), но одновременно находит и историю болезни матери, составленную сразу после аварии, которая подтверждает, что травмы Ребекка получила не в автокатастрофе. Также он находит кольцо с символом в виде дерева, у которого ветки переплетаются с корнями.  
Анжелину выпускают и она в знак признательности решает отправиться в Уиллоу-Крик, чтобы узнать правду про прошлое Майклзов. Через несколько дней умирает так и не очнувшаяся Ребекка, а вскоре Даррен получает на автоответчик сообщение от Анжелины, которая находится в Уиллоу-Крик и в панике зовёт его на помощь, потому что её выследил Реджинальд, после чего связь обрывается. Даррен едет в Уиллоу-Крик (после событий первой части деревня имела краткий всплеск популярности с большим привлечением туристов, что на какое-то время поправило её экономику), где приезжает в гостиницу «Гордонз-Палас», открытую в бывшей лечебнице Эшбурри (когда вскрылась правда об экспериментах Роберта Гордона, то лечебница была закрыта и теперь в ней открыта современная гостиница). Он выясняет, что Анжелина тоже там останавливалась, но буквально накануне его приезда ушла из гостиницы и не вернулась ночевать. Он идёт в Уиллоу-Крик, где знакомится с молодой библиотекаршей Амандой Велли, которая проводит ему небольшую экскурсию, но затем в волнении убегает, когда Даррен спрашивает её про символ на кольце. Затем Даррен сталкивается с местным алкоголиком, который, увидев его, называет его «ходячим злом». Даррен узнаёт историю Маркуса и Мордреда Гордонов. 
Проникнув в номер Анжелины (по совпадению это бывшая палата Джеймса) он находит оставленную там для него записку, в которой Анжелина пишет, что символ на кольце — это символ некоего Ордена: оккультной и очень опасной организации. Затем в гостиницу поступает письмо от самой Анжелины отправленное здесь же из деревни, в котором она пишет, что ей угрожает опасность, потому что Орден идёт за ней по пятам, и поэтому просит открывшего письмо сообщить в полицию. Там же в письме Анжелина пишет, что попробует спрятаться в канализации под зданием. Даррен следует по её маршруту (проход в канализацию — этот тот же проход, которым в первой части пользовался Сэм, чтобы выбраться из лечебницы) и в конечном итоге попадает в старый военный бункер, построенный во время Второй Мировой войны. Там он сталкивается с одним из членов Ордена в маске, который запирает Даррена в камере. Когда Даррен спрашивает, где Анжелина, тот показывает на шкаф, из которого течёт кровь, и уходит со словами, что Дарреном «скоро займутся». Сумев выбраться из камеры Даррен обнаруживает в шкафу тело Реджинальда Борриса, который в предсмертной судороге успевает сказать Даррену, что ему грозит опасность. Даррен начинает догадываться, что по какой-то причине Орден интересует не Анжелина, а он. Выбираясь из бункера он получает заряд дротиком со снотворным и засыпает.          
Даррен приходит в себя в поместье Гордонов в Уэльсе, где в первой части жили Ричард и Элеонора, но после смерти Ричарда Элеонора переехала жить к оставшемся Гордонам в Блэк-Миррор и само поместье теперь заброшено и запущено. Сумев справиться с теми, кто его охраняет, Даррен узнаёт от местного мальчика — называет он себя Ван Хельсинг — что месяц назад Анжелина приезжала в поместье и забрала с собой из лаборатории Ричарда законсервированные образцы крови Уильяма и Сэма (после событий первой части Ричард тоже занялся изучением истории их семьи). У Даррена начинает возникать нехорошее подозрение, что его встреча с Анжелиной в Биддефорде не была случайной. Угнав машину похитителя, он возвращается в Уиллоу-Крик, где заглядывает в местном музее в хроники Гордонов, из которых выясняет, что Орден был основан с целью противостоять проклятью, которое на Гордонов наложил Мордред. Наведавшись в зал собраний Ордена Даррен узнаёт, что руководит им Аманда. В гостинице Даррен получает от Анжелины письмо, в котором та сообщает, что жива, и назначает ему встречу возле маяка Шарп-Эдж. Но придя туда Даррен к своему ужасу находит там обгоревший женский труп.
В отчаянии он впадает в забытие и приходит в себя на руинах Академии (кратко упомянута в первой части — учебное заведение, построенное Маркусом, но уничтоженное пожаром в 16-м веке). От живущего там Ральфа (бывшего пациента лечебницы Эшбурри) он узнаёт, что Анжелина уже бывала тут. Даррен находит в руинах её вещи и среди них — записки, из которых выясняет невероятную правду: во-первых, мужчиной на фотографии с Ребеккой является дворецкий Бэйтс из Блэк-Миррор; во-вторых, у Ребекки явно был роман с кем-то из членов семьи Гордонов и результатом этой связи стал Даррен; в-третьих, каждые 12 лет в Уиллоу-Крик происходят страшные вещи, являющиеся частью проклятья Гордонов (события первой части были не первым случаем). Затем он находит записку от Анжелины, адресованную ему, и выясняет следующее: Орден считает Даррена потенциально опасным, так как он вписывается в легенду о проклятии, согласно которому потомок рода Гордонов сможет возродить Мордреда Гордона, из-за чего Анжелина и разыскала Даррена в Биддефорде, потому что Орден вышел на его след. Из этих руин можно попасть в ритуальную комнату, где находятся пять ключей (который собирал Сэм в первой части). Даррен должен будет уничтожить комнату и ключи (дело в том, что открыть комнату может только потомок Гордонов мужского пола) и тогда Орден больше не будет представлять для него опасности. Однако, чтобы открыть вход в комнату, нужно собрать три куска мозаики, один из которых уже нашла Анжелина, а два других хранятся в Блэк-Миррор. Анжелина просит Даррена идти в поместье, но не сообщать о своём происхождении, потому что у Ордена в замке есть шпион.
Даррен приходит в Блэк-Миррор под видом инспектора Фалька, расследующего убийство Анжелины. После событий первой части замок в ещё большем упадке, а его обитатели в прямом смысле доживают свой век. Общаясь с Бэйтсом, Элеонорой и Викторией Даррен (которому изредка мерещится призрак Сэма Гордона) замечает, что они старательно пытаются не пускать его в ту часть здания, которая 24 года назад была разрушена пожаром, в котором погибла Кэтрин Гордон. Даррен мучается от сомнений, так как ему кажется, что они все трое могут быть членами Ордена (особенно, когда он слышит телефонный разговор Виктории и понимает, что его раскусили). В процессе поисков ключа к той самой закрытой части здания он в какой-то момент разговаривает с Бейтсом про Сэма Гордона и тот рассказывает ему, что в детстве Сэм был каким-то агрессивным ребёнком из-за чего его рано отдали в закрытую школу, где он стал обычным мальчиком, но каждый раз, когда он возвращался в поместье, с ним происходила странная метаморфоза двуличности. Когда он познакомился с Кэтрин, то их брак только для посторонних казался идеальным, на самом же деле он был очень напряжённым, а менее чем через год после их свадьбы случился пожар — здесь Даррен узнаёт, что его мать Ребекка получила травмы в том пожаре, когда пыталась спасти Кэтрин.
Даррен находит в вещах Бейтса ключ к той части дома, а заодно две фотографии: на первой изображена его мать за два месяца до его рождения (но она совершенно худая), а на второй изображён он в трёхлетнем возрасте, но фотография подписана именем Эдриан Гордон. В той части дома Даррен обнаруживает комнату, которая выглядит гораздо более новой, чем все остальные помещения замка. И здесь он видит женщину с вуалью на лице, которая раскрывает ему всю шокирующую правду: она Кэтрин Гордон, а Даррен и Анжелина — её дети, которых она родила от Сэма. Кэтрин рассказывает, что убийственная двуличность их отца зародилась из-за жуткого влияния, которое на него оказывал замок Гордонов. Во время пожара Кэтрин выжила благодаря Ребекке, но получила сильные ожоги тела и лица, однако Сэму внушили, что Кэтрин погибла (о беременности они на тот момент ещё оба не знали) и он уехал за границу — знакомые семьи рассказывали, что все последующие 12 лет он был крайне опустошён, из чего все, кто знал про проклятье Гордонов, сделали вывод, что горе уничтожило в Сэме ту отрицательную сторону души. Кэтрин, несмотря на ожоги, родила здоровую двойню и спустя год, после скитаний по больницам, по приглашению тогда ещё живых родителей Сэма тайно поселилась с ними в Блэк-Миррор. Однако через несколько лет стало понятно, что на Даррена замок тоже пагубно влияет и, когда ему было три года, его отправили к Ребекке в США под новым именем. Анжелина, на которую замок тогда не имел такого влияния, какое-то время жила с матерью, но она стеснялась её шрамов и поэтому её отправили в интернат (хотя она тоже получила документы на новое имя, но она знала о своём происхождении). После разговора Кэтрин сообщает главному герою, что тот полетит во Флориду и его личность снова переделают, а там уже и она с другой приедет.   
После диалога с Кэтрин Даррена встречает Бейтс и просит сходить за билетами к Луису, Салли должна была ехать в турагентство. Тот говорит, что не видел служанку с утра. Мы находим её в ванной, сваренной в кипятке. Неожиданно в замке начинается пожар. У выхода из горящего поместья нас ловит Луис и отвозит в Академию. Там мы встречаем живую Анжелину. Она рассказывает то, что хочет овладеть силой Мордреда и как спланировала привести Эдриана к ритуальному залу, в результате убивая Ребекку, Аманду Велли, Реджинальда, жителей поместья и поджигая замок. Вместе с Анжелиной, Луисом и Кэтрин Эдриан попадает в зал перед часовней. Открыв портал с помощью плит, он попадает в ритуальный зал. Кэтрин даёт шанс Эдриану сбежать от Анжелины, но снаружи его поджидали люди из Ордена. Приходится вернуться в зал. Анжелина принуждает героя зачитать книгу и капнуть кровью на неё. Эдриан отвечает, что пусть проклятье и существует, то оно не сможет действовать на неё, т.к. проклятие несут только мужчины Гордоны (возможно, Анжелина была просто психически больной и действовала по велению голосов в голове). Кэтрин бросается с Анжелиной в пропасть под залом, но вторая успевает ранить руку герою. Опешив, Даррен капает кровью на книгу и теперь ещё один Гордон несёт проклятье своего предка. Или нет?

## Разработка
Первая часть игры оказалась столь успешной, что разработчики довольно скоро объявили о своём намерении сделать сиквел «Чёрного зеркала». Созданием сиквела занялась чешская команда разработчиков, но немецкий издатель отказался от сотрудничества с ней в пользу студии Cranberry Production из Германии, известной благодаря квесту Mata Hari.
Для Германии релиз The Black Mirror 2 состоялся в 2009 году. В 2010 году игра стала доступна в других странах.

## Оценки и награды
| Сводный рейтинг       | Сводный рейтинг |
| Агрегатор             | Оценка          |
| --------------------- | --------------- |
| Metacritic            | 71 %            |
| Иноязычные издания    |                 |
| Издание               | Оценка          |
| Eurogamer             | 6/10            |
| Adventure Gamers      | [ 7 ]           |
| Eurogamer.de          | 7/10            |
| Eurogamer.it          | 7/10            |
| Gry-Online            | 8,0/10          |
| Русскоязычные издания |                 |
| Издание               | Оценка          |
| 3DNews                | 8/10            |
| Absolute Games        | 67 %            |
| PlayGround.ru         | 8,7/10          |
| StopGame.ru           | «Похвально»     |
| «Игромания»           | 7,5/10          |
| «ЛКИ»                 | 85 %            |

На сайте Metacritic игра имеет общую оценку 71 из 100, сделанную на основании 14 рецензий, семь из которых были положительными, шесть — смешанными, и одна — отрицательной.
Кирилл Волошин в своём обзоре игры пишет:

«Чехам как-то удивительно не везет на издателей. Сиквел атмосферного чешского ужастика The Black Mirror повторил судьбу военно-полевого шутера Operation Flashpoint: владельцы бренда отобрали у разработчиков права на созданную ими игру и отдали их в руки совершенно незнакомым людям. В итоге из Operation Flashpoint 2 и The Black Mirror 2 вышли неплохие игры, которые, однако, имеют к оригиналу примерно такое же отношение, как голливудский „Звонок“ — к японскому».— Журнал «Игромания»

## Системные требования
- Операционная система Microsoft Windows® XP/Vista
- Процессор Pentium 4 1,5 ГГц или аналогичный Athlon® XP
- 512 МБ оперативной памяти (1 ГБ для Windows Vista)
- 6 ГБ свободного места на жестком диске
- 3D-видеоадаптер с памятью 256 МБ, совместимый с DirectX 9.0c (GeForce FX 6600 или Radeon X1300)
- Звуковое устройство, совместимое с DirectX 9.0с
- DirectX® 9.0с
- Устройство для чтения DVD-дисков